# Philippe Askenazy

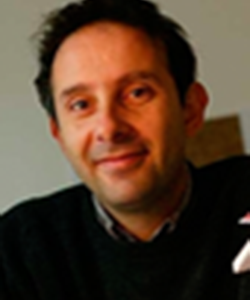
Philippe Askenazy

Philippe Askenazy (* 22. Oktober 1971) ist ein französischer Ökonom. Er ist angestellter Forscher beim CNRS und Professor an der École normale supérieure in Paris-Jourdan.

## Leben
Askenazy ist seit Januar 2008 ein Kolumnist für die Zeitung Le Monde, davor schrieb er für Les Échos. Er war einer der Verfasser des „Manifests der Empörten Ökonomen“ (französisch Manifeste d'économistes atterrés), das 2011 erschien.
Askenazy plädiert für die Aufwertung marginalisierter Berufe und ist der Ansicht, dass bestimmte Bevölkerungsgruppen sich große Teile der ökonomischen Rente, vor allem die Wissensrente sowie Teile der Bodenrente, abgreifen. Er ist auch der Ansicht, dass trotz der medialen Aufwertung der Startup-Unternehmer die selbstständige Arbeit in Wirklichkeit zurückgehe.

## Werke
- Tous rentiers ! Pour une autre répartition des richesses, Éditions Odile Jacob, Collection Économie, Paris 2016, ISBN 978-2-73813-372-4
- Manifeste d’économistes atterrés. Crise et dettes en Europe. 10 fausses évidences, 22 mesures en débat pour sortir de l'impasse (mit André Orléan, Henri Sterdyniak und Thomas Coutrot) Paris, Les liens qui libèrent, 2010 ISBN 2-918597-26-0